# Arachosinella strepens
Arachosinella strepens là một loài nhện trong họ Linyphiidae.
Loài này thuộc chi Arachosinella. Arachosinella strepens được J. Denis miêu tả năm 1958.